# Разумное сомнение (фильм, 2014)
«Разумное сомнение» (англ. Reasonable Doubt) — фильм 2014 года, криминальный триллер режиссёра Питера Хауита. В США фильм вышел 17 января 2014 года.

## Сюжет
Успешный молодой помощник окружного прокурора округа Чикаго, Митч Брокден (Доминик Купер) ехал домой в состоянии опьянения после празднования победы в судебном деле и случайно сбил человека. Стремясь сохранить свою служебную карьеру, он скрывает этот случай. Клинтон Дэвис (Сэмюэл Л. Джексон), 55-летний автомеханик (чья жена и ребёнок были убиты) арестован за убийство человека, которого сбил Брокден и в связи с рядом других нераскрытых преступлений. Брокден становится обвинителем по этому делу и гарантирует, что Дэвис будет оправдан за это преступление. Вскоре, после освобождения Дэвиса, был убит таким же образом другой человек, как и предыдущие нераскрытые дела. Брокден и детектив Блейк Канон (Глория Рубен) подозревают, что Дэвис — серийный убийца, который убивает условно-досрочно освобождённых в попытке предотвратить совершение ими новых преступлений. Брокден обыскивает дом Дэвиса в поисках доказательств, подтверждающих его подозрения. В то же время его сводный брат Джимми Логан (Райан Роббинс) отправляется следить за Дэвисом на склад. Во время его разговора с Брокденом на Логана нападает Дэвис, избивает его. Брокден бросается на помощь брату, его арестовывает полиция, все улики против него. Брокден находится под стражей, ему звонит Дэвис и угрожает убить его жену и ребёнка, как единственный выход, чтобы снять подозрения с него. Брокдену удается сбежать с допроса, чтобы остановить Дэвиса. В противостоянии Брокден ранен Дэвисом, но спасен, когда детектив Канон стреляет в Дэвиса. Впоследствии Брокден представляет жене Логана как своего брата.

## В ролях
| Актёр                | Роль                    |
| -------------------- | ----------------------- |
| Доминик Купер        | Митч Брокден            |
| Сэмюэл Л. Джексон    | Клинтон Дэвис           |
| Эрин Карплак         | Рейчел Брокден          |
| Глория Рубен         | Детектив Блейк Канон    |
| Райан Роббинс        | Джимми Логан            |
| Дилан Тейлор         | Стюарт Уилсон           |
| Карл Тордарсон       | Сесил Акерман           |
| Дин Хардер           | Терри Робертс           |
| Карсон Нэттрасс      | Офицер Трэвис           |
| Джон Б. Лоу          | Судья Г. Маккенна       |
| Филипп Бреннинкмейер | Окружной прокурор Джонс |
| Джессика Бёрлсон     | Секретарь               |
| Келли Вольфман       | Доктор Браун            |

## Производство
Производство фильма началось 19 ноября 2012 года, съёмки проходили в Виннипеге, Канада. Фильм также снимался в Чикаго в течение 27 дней.